# Regimiro
Regimiro di Torino (... – Torino, 799) è stato un vescovo italiano.

## Biografia
Regimiro fu vescovo di Torino dal 790 al 799 ed era probabilmente di origini longobarde.
Di lui il Semeria dice che fu uomo colto e piissimo e come tale venne lodato anche a distanza di tempo in un diploma che nel 1047 l'imperatore Enrico III concesse ai canonici di Torino (il documento venne citato anche dal Muratori nei suoi documenti di storia patria).
A lui viene attribuita la vera e propria formazione del concetto di canonicato a Torino, concedendo ai vari sacerdoti della Cattedrale anche appezzamenti di terra e benefici in denaro, contando anche sull'appoggio dei longobardi di cui era discendente.
Morì a Torino nel 799.